# Batalha de Ratisbona
A Batalha de Ratisbona (também chamada Batalha de Regensburg) foi um conflito da chamada Guerra da Quinta Coalizão, ocorrido no dia 23 de abril de 1809 entre o exército austríaco e o exército francês e considerado o último da fase bávara da Campanha de 1809.